# ورزشگاه حافظیه
ورزشگاه حافظیه ورزشگاهی در شیراز و واقع شده در روبروی آرامگاه حافظ است و محل برگزاری مسابقات تیم‌های شیرازی در لیگ برتر ایران و لیگ آزادگان است.
این ورزشگاه با ظرفیت ۲۰ هزار نفر جمعیت محل برگزاری بازی‌های خانگی تیم‌های فجر سپاسی و شهر راز شیراز است؛ همچنین مسابقات دو و میدانی کشوری نیز در این ورزشگاه برگزار می‌شود.

## جشنواره بالن‌های هوای داغ در ورزشگاه حافظیه شیراز

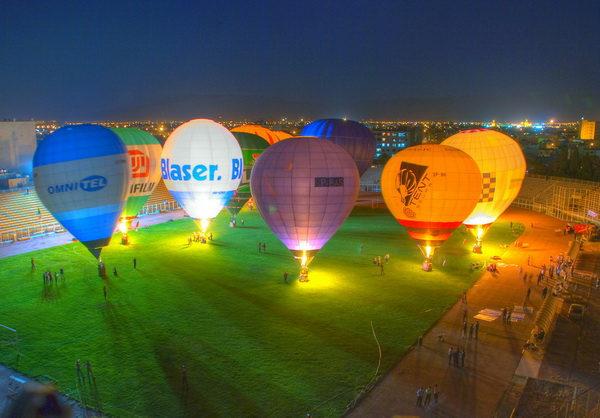
آماده‌سازی بالن‌ها

به مناسبت هفته شیراز برای اولین بار در ایران ۱۲ بالون هوای داغ به‌طور هم‌زمان بر فراز آسمان شیراز به پرواز درآمدند. مراسم مذکور در طی دو مرحله برگزار گردید در مرحله اول در غروب و شب تاریخ ۶ اردیبهشت ۱۳۸۹ بالون‌ها در ورزشگاه حافظیه مراسم نورافشانی شبانه داشتند و در صبح روز ۷ اردیبهشت ۱۳۸۹ بالونها از دو مکان ورزشگاه حافظیه و ورزشگاه دانشکده علوم پزشکی در بلوار چمران پرواز کردند و پس از ۲ ساعت پرواز بر فراز شیراز در نقاط مختلف شهر فرود آمدند.